# Duomo di Recanati
La basilica di San Flaviano è il duomo di Recanati, in provincia e diocesi di Macerata.
Il 12 giugno 1805 fu elevata alla dignità di basilica minore da papa Pio VI.

## Storia e descrizione

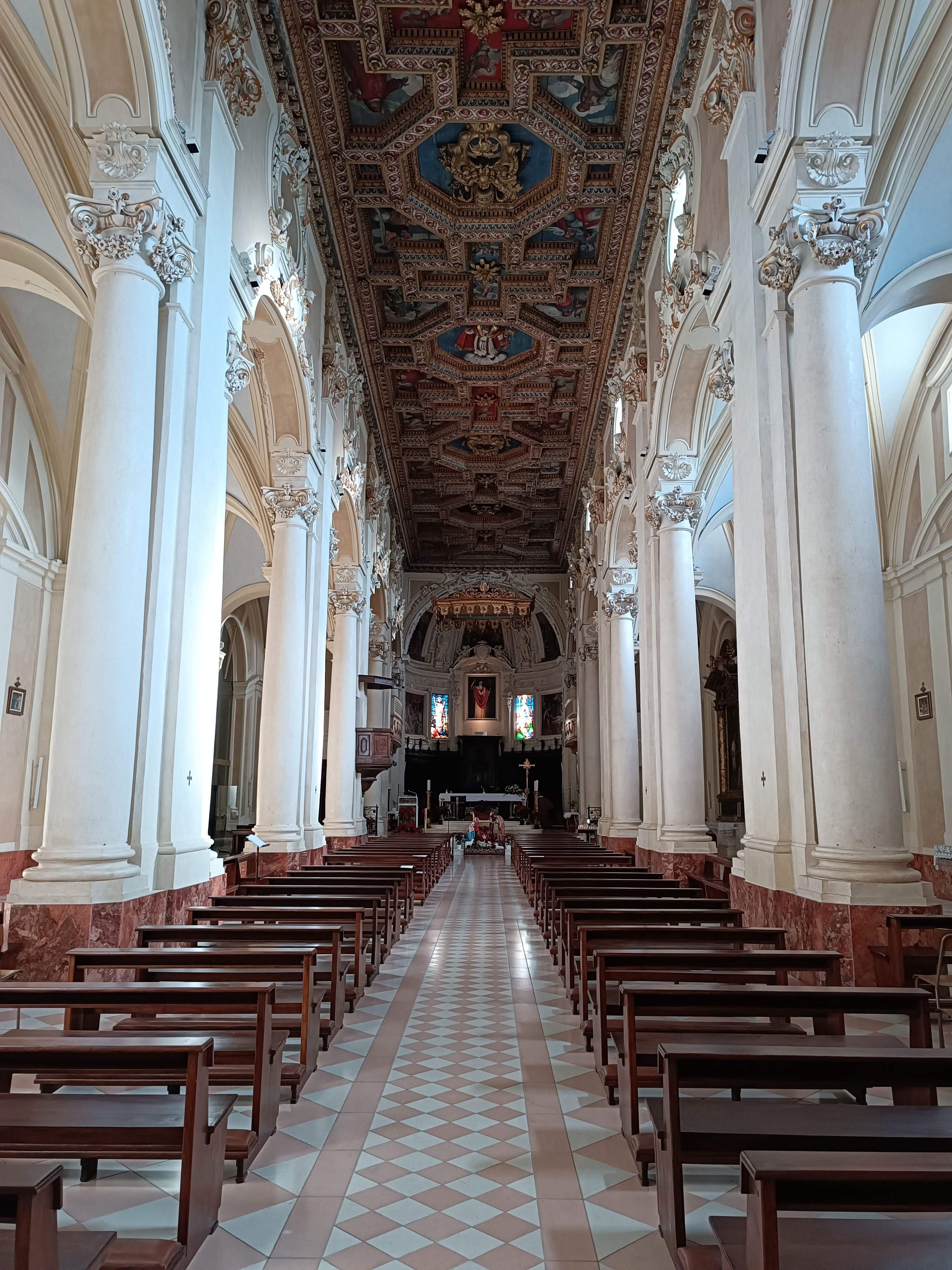
L'interno

La primitiva cattedrale fu costruita prima del Mille; di questa restano pochissime tracce nell'attuale cripta. Tradizionalmente dedicata a San Flaviano è attribuita al patriarca di Costantinopoli, di cui nella cattedrale si conserva una reliquia arrivata da Giulianova, ma attualmente gli storici propendono per una primitiva dedica a San Flaviano di Ricina. Questi fu il primo vescovo della distrutta città romana di Helvia Recina, dalle cui ceneri è nata la stessa Recanati dopo il VI secolo.
Agli inizi del XIII secolo fu edificata una nuova chiesa, ricostruita poi dal cardinale Angelo da Bevagna tra il 1389 ed il 1412. Questa struttura fu più volte rimaneggiata ed abbellita: di particolare pregio è il soffitto a cassettoni, messo in opera nel 1620. L'abside fu abbellita con stucchi ed affreschi nel 1650: in questa occasione furono eseguiti il Martirio di San Flaviano, il Martirio di Santa Paolina, l'Annunciazione, la Traslazione della Santa Casa di Loreto e la Natività della Vergine. Nella cripta sono sepolti diversi vescovi recanatesi. Sono invece in cattedrale i sarcofaghi del vescovo Nicolò dall'Aste da Forlì, che volle la costruzione della grande basilica della Santa Casa di Loreto, e di papa Gregorio XII, ultimo papa a non essere sepolto a Roma. I due organi sono di inizio Novecento, nella cantoria di destra l'Inzoli proveniente dalla chiesa del Sacro Cuore di Macerata, e alla sinistra l'organo a due manuali di Carlo Vegezzi Bossi con trasmissione pneumatica. Nel 1995 don Lauro Cingolani commissionò i lavori dell'installazione della nuova consolle a tre tastiere progettata e fornita per l'occasione, con la trasmissione digitale per suonare entrambi gli organi dal presbiterio.
Adiacente alla basilica è il vecchio palazzo episcopale, che, dopo decenni di abbandono, è, dal 1957, sede del museo diocesano.